# Wagner (Wisconsin)
Wagner es un pueblo ubicado en el condado de Marinette en el estado estadounidense de Wisconsin. En el Censo de 2010 tenía una población de 681 habitantes y una densidad poblacional de 4,82 personas por km².

## Geografía
Wagner se encuentra ubicado en las coordenadas 45°19′10″N 87°46′13″O / 45.31944, -87.77028. Según la Oficina del Censo de los Estados Unidos, Wagner tiene una superficie total de 141.29 km², de la cual 137.5 km² corresponden a tierra firme y (2.68%) 3.78 km² es agua.

## Demografía
Según el censo de 2010, había 681 personas residiendo en Wagner. La densidad de población era de 4,82 hab./km². De los 681 habitantes, Wagner estaba compuesto por el 99.12% blancos, el 0% eran afroamericanos, el 0.29% eran amerindios, el 0.29% eran asiáticos, el 0% eran isleños del Pacífico, el 0% eran de otras razas y el 0.29% pertenecían a dos o más razas. Del total de la población el 0% eran hispanos o latinos de cualquier raza.